# Walter Paul Kettel
Walter O. Paul Kettel, auch Paul Karl Hornschu (* 5. März 1899 in Weimar, Thüringen; † 4. Januar 1977 in Hamburg-Volksdorf) war Lehrer, selbständiger Unternehmer der Werbeagentur Kettel und Mohr in Hamburg sowie Publizist und Verfasser zahlreicher Kinder-, Heimat- und Fachbücher.

## Leben
Walter Otto Paul Kettel wurde 1899 als Sohn des Stadtgarteninspektors Franz Kettel und seiner Frau Lina geb. Schmidt in Weimar geboren. Sein Großvater Carl Kettel war Mitbegründer und Vorsitzender der SPD Thüringen.
Nach Absolvierung der Weimarer Volksschule (Herderschule) besuchte er das Realgymnasium Weimar. 1912 trat er in den Jungdeutschland-Bund ein und 1915 wechselte er in die vierte Klasse des Lehrerseminares. 1917 wurde er zum Kriegsdienst einberufen. Nach dem Krieg nahm er 1918 die Lehrerausbildung wieder auf und 1919 trat er in den Schuldienst in Weimar ein. In der Folgezeit zahlreiche Aktivitäten in der damaligen Jugendbewegung. 1919 war er Mitgründer des Freibundes für Menschheitskultur. 1920, nach Bekanntschaft mit Friedrich Muck-Lamberty, war er Mitbegründer und Führer der Neuen Schar Weimar. 1921 heiratete er die Lehrerin ohne Amt Marie Rost, die ebenfalls aktives Mitglied der Neuen Schar Weimar war. Im gleichen Jahr wechselte er zur Volksschule Fernbreitenbach. 1922 Übertritt von der SPD in die USPD Fernbreitenbach bis Ende 1924, nach grundsätzlichen Meinungsverschiedenheiten mit der örtlichen Bevölkerung, politischen und pädagogischen Inhalts, Versetzung auf eigenes Betreiben nach Apolda. 1925 erster Vorsitzender der Gemeinnützigen Gartenstadtsiedlung Apolda GmbH. Neben seiner Schultätigkeit von 1926 bis 1929 Durchführung des Bauvorhabens Gartenstadtsiedlung Apolda. 1930 Übernahme in das Kollegium der neu erbauten „Bergschule“ Apolda. 1933 Entlassung aus dem Staatsdienst durch den Reichsstatthalter Thüringen Fritz Sauckel.
In der Folge trug seine Passion, das Schreiben, mehr und mehr zum Lebensunterhalt der inzwischen durch die Geburt zweier Söhne und einer Tochter auf fünf Köpfe gewachsenen Familie, bei. Die ersten Buchprojekte sowie diverse Artikel und Bildbeiträge für Presse und Rundfunk entstanden. Durch die Arbeit am Buch: Kampf um das Luftmeer lernte er schließlich Ernst Heinkel kennen. Dieser stellte ihn 1938 in seinem Rostocker Werk ein, wo er im Herbst 1938 die Leitung der Presse- und Propagandaabteilung übernahm. Bald holte ihn jedoch seine politische Vergangenheit ein und auch Ernst Heinkels Versuche ihn zu halten, fruchteten nicht. Paul Kettel musste die Heinkelwerke verlassen. Er fand ein neues Betätigungsfeld in der Werbeabteilung der Großeinkaufs-Gesellschaft Deutscher Consumvereine Hamburg, als Leiter der Abteilung GEG-Nachrichtendienst. 1945 gründete er die Kettelwerbung GmbH, der er später den M. u. K.-Verlag für Marketing GmbH anschloss. Für den entscheidenden Beitrag zum Aufbau der „Hamburger Werbefachschule“ wurde ihm am 10. November 1961 das Bundesverdienstkreuz am Bande verliehen.

## Schriften
- Geschichte der Stadt Apolda in Einzeldarstellungen / Paul Kettel. Bildschm. von Karl Hencke, Apolda 1932
- mit Fritz Scheffel: Die Reise nach Petersilien und andere Kasperlstücke. Knabe Verlag, Weimar 1934
- Kasperl Billig. Ein Kasperl-Theater und was dazugehört. Knabe Verlag Weimar 1934.
- Wir Thüringer (=Deutsches Volk, Band 7). Edwin Runge, Berlin 1935.
- Schlumm fliegt nach Amerika Thienemann, Stuttgart 1935.
- Es brennt in Burgheim. Illustrationen von M. Wulff. Enßlin & Laiblin, Reutlingen 1935.
- Weibeslist und Frauentreue im deutschen Mittelalter. (Pseudonym Karl Paul Hornschu)[3] Weimarer Druck und Verlagsanstalt, Knabe Verlag Weimar 1935. (Nur wenige Exemplare erhalten da nach Drucklegung, auf geheiß der Reichsschrifttumskammer, Gesamte Auflage verboten und vernichtet.)
- Die Höhlenbande von Oberwiesenbach. Bilder v. Richard Sapper. Enßlin & Laiblin Verlagsbuchhandlung, Reutlingen 1936.
- Zwei stürmen ins Glück. Ensslin & Laiblin, 1936.
- Deutsche Hausindustrie. Handwerker, auch ausgestorbene Berufe, in Wort und Bild. Leipzig, Bibliographisches Institut 1936.
- Märten baut Automobile. Ein Buch vom Werden und Wesen neuzeitlichen Automobilbaues. Enßlin & Laiblin, Reutlingen, 1937 (Jugendbuch, schildert die Lehrlings-Ausbildung in einer Autofabrik (Opel) in Erzählform).
- Kampf um das Luftmeer. Geschichte der Luftfahrt von den Anfängen bis zur Gegenwart in zeitgenössischen Berichten und Dokumenten. Die kulturgeschichtlichen Dokumentenbücher Ebenhausen, Langewiesche-Brandt, 1937.
- Die Jungen vom Lindenhof. Mit Bildern von M. Wulff. Ensslin & Laiblin, 1937.
- Kameradschaft der Luft. Festschrift anlässlich des fünfzigsten Geburtstages von Dr.-Ing.E.H., Dr. Phil.H.C. Ernst Heinkel, mit Zeichnungen und Tabellen von Ernst Udet, Paul Kettel, Peter Supf, und Heinz Orlovius, Wiking Verlag Berlin. 1938.
- Werbung überbrückt Ländergrenzen. Werbefachverb. Hamburg/Schleswig-Holstein, 1951.
- Hamburger Wirtschaftswerbung. Werbefachverband, 1952.
- Werbung im Lichte der Kritik. Kulturbuch-Verlag, 1953.
- Werbeplanung. Werbewissen - Werbepraxis. I. Kulturbuch-Verlag, 1954.
- Werbemittel erfolgreich streuen. Kulturbuch-Verlag, 1957.
- mit Paul Quensel: Heitere und besinnliche Geschichten. Verlag DR.L.Nonnes-Erben, 1963.
- mit Alf Schreyer: Die hamburgischen Walddörfer und das benachbarte Stormarn. M u. K-Verlag, 1968.
- mit Alfred Pohlmann und Alf Schreyer: Erlebte Alsterlandschaft. M u. K Hansa-Verlag, 1969.
- Erlebtes romantisches Holstein. Streifzüge kreuz und quer durch Ostholstein. M u. K Hansa-Verlag, Hamburg 1970.
- Bergstedt. Die 850jährige Geschichte eines Kirchspieldorfes. M u. K Hansa-Verlag, Hamburg 1973.
- Naturpark Oberalster. Juwel der Naherholung im Nordosten Hamburgs. M.u.K. Hansa, Hamburg 1976.